# Dziewczyna kłamie
Dziewczyna kłamie (słoweń. Lažnivka, serb.-chorw. Lažljivica / Лажљивица) – jugosłowiański czarno-biały film dramatyczny z 1965 roku w reżyserii Igora Pretnara, zrealizowany w językach słoweńskim i serbsko-chowackim.  

## Obsada
- Majda Potokar jako Branka
- Irena Prosen jako Ranka
- Angelca Hlebce jako mama Branki
- Dušan Antonijević jako wujek
- Vera Šipov jako Beba
- Velimir Bata Živojinović jako Bonivan
- Danilo Benedičič
- Ruša Bojc
- Janko Hočevar
- Lidija Kozlovič
- Boris Kralj
- Alenka Rančić
- Sava Sever
- Franek Trefalt

## Nagrody
- 1965: Festiwal Filmowy w Puli (Pulski filmski festival) – Zlatna Arena za najlepszą główną rolę żeńską dla Majdy Potokar.